# Emma Tallulah Behn
Emma Behn (Emma Tallulah Behn, ur. 29 września 2008 w Lommedalen) – potomkini norweskiej rodziny królewskiej, córka Ariego Behna i jego żony, księżniczki Marty Ludwiki z Norwegii; wnuczka Haralda V, króla Norwegii; zajmuje siódme miejsce w linii sukcesji norweskiego tronu i dalekie miejsce w linii sukcesji brytyjskiego tronu.
Emma urodziła się w Lommedalen jako trzecie dziecko Ariego Behn i księżniczki Marty Ludwiki z Norwegii.
Od urodzenia nie nosi tytułów szlacheckich, zgodnie z ustaleniami króla Norwegii. Od 2008 zajmuje 7. (ostatnie) miejsce w linii sukcesji norweskiego tronu, za starszą siostrą. Nie jest formalnie członkinią norweskiej rodziny królewskiej i wobec tego nie ma obowiązku reprezentowania monarchy w oficjalnych wystąpieniach. Jako dynastyczna potomkini Zofii, elektorowej Hanoweru zajmuje miejsce w linii sukcesji tronu brytyjskiego.
Okazyjnie bierze udział w oficjalnych wystąpieniach, głównie towarzysząc swojej matce.
Poprzez swojego przodka, Jana Wilhelma Friso, księcia Oranii spokrewniona jest ze wszystkimi rodzinami królewskimi i książęcymi panującymi w Europie.

## Powiązania rodzinne i edukacja
13 marca 2008 Pałac Królewski oficjalnie poinformował o trzeciej ciąży księżniczki Marty Ludwiki.
Emma urodziła się 29 września 2008 o godzinie 12:53 w rodzinnym domu w Lommedalen.
Jej rodzicami są Ari Behn, norweski pisarz duńskiego pochodzenia i księżniczka Marta Ludwika z Norwegii, członkini norweskiej rodziny królewskiej z dynastii Glücksburgów.
W sierpniu 2016 jej rodzice ogłosili separację, a rozwód sfinalizowano w 2017. Emma pozostała pod opieką obojga rodziców, ale zamieszkała z matką.
Jej ojciec zmarł śmiercią samobójczą w swoim domu w Lommedalen 25 grudnia 2019.
Jej dziadkami są ze strony ojca Olav Bjørshol (ur. 1952) i jego żona, Marianne Rafaela Solberg (ur. 1953), norwescy nauczyciele; natomiast ze strony matki Harald V, król Norwegii, władający państwem od 1991 roku i jego żona, Sonja z domu Haraldsen, norweska projektantka mody i historyk sztuki.
Ma dwie starsze siostry: Maud Behn i Leah Behn.
Swoje pierwsze imię dzieli z panującą w XI wieku norweską królową, natomiast drugie otrzymała na cześć Tallulah Bankhead, amerykańskiej aktorki.

### Religia
Została ochrzczona w wierze luterańskiej w kaplicy Pałacu Królewskiego w Oslo dnia 20 stycznia 2009. Ceremonii przewodniczył Gunnar Næsheim. Jej rodzicami chrzestnymi zostali: Marianne Solberg Behn (babka ze strony ojca), księżna koronna Norwegii (ciotka ze strony matki), księżniczka Aleksja z Grecji i Danii, Christian Udnæss, Carl Christian Christensen, Anbjørg Sætre Håtun i Sigvart Dagsland.

## Związki z rodziną królewską
Emma formalnie nie jest członkinią rodziny królewskiej i nie jest uprawniona do używania tytułów szlacheckich. Od urodzenia wpisana jest do linii sukcesji norweskiego tronu; obecnie zajmuje siódme miejsce, za starszą siostrą.
Nie jest zobowiązana do udziału w oficjalnych wystąpieniach ani reprezentowania króla.
Po raz pierwszy pojawiła się publicznie podczas ceremonii pogrzebowej swojej prababki, Anne-Marie Solberg, która miała miejsce 7 stycznia 2011 w Immanuels Kirke w Halden.
W lutym 2011 wraz z członkami rodziny królewskiej obserwowała zmagania zawodników w ramach mistrzostw świata w narciarstwie klasycznym w Holmenkollen.
W maju 2012 wzięła udział w oficjalnych obchodach 75. urodzin swoich dziadków, króla Haralda V i królowej Sonji; z tej okazji wystąpiła na balkonie Pałacu Królewskiego w Oslo.
W maju 2013 brała udział w uroczystościach z okazji Dnia Norwegii w Londynie.
W 2016 była gościem obchodów 25-lecia panowania króla i królowej Norwegii; wystąpiła razem z rodziną królewską na balkonie Pałacu Królewskiego, a także pojechała z oficjalną wizytą do Trondheim.
Brała udział w wydarzeniach związanych z 80. urodzinami króla i królowej w maju 2017 w Oslo.
5 sierpnia 2016 ogłoszono separację rodziców Emmy; do rozwodu doszło w 2017, a rodzice ustalili wspólną opiekę na swoimi córkami, które zamieszkały z matką.
25 grudnia 2017 towarzyszyła rodzinie królewskiej w uroczystej mszy z okazji Bożego Narodzenia.
25 grudnia 2019 jej ojciec zmarł w Lommedalen.

## Odznaczenia
- Medal Jubileuszowy Haralda V 1991–2016 (2016)[15]